# Varadarajanpettai
Varadarajanpettai é uma panchayat (vila) no distrito de Ariyalur, no estado indiano de Tamil Nadu.

## Demografia
Segundo o censo de 2001, Varadarajanpettai tinha uma população de 8574 habitantes. Os indivíduos do sexo masculino constituem 44% da população e os do sexo feminino 56%. Varadarajanpettai tem uma taxa de literacia de 69%, superior à média nacional de 59.5%: a literacia no sexo masculino é de 71% e no sexo feminino é de 66%. Em Varadarajanpettai, 12% da população está abaixo dos 6 anos de idade.